# Katarzyna Telniczanka
Katarzyna Telniczanka, död 1528, var en polsk mätress. Hon var mätress till Polens kung Sigismund I av Polen.  
Hon blev 1499 mor till en son till kungen, som 1519-1536 var biskop i Vilnius. Hon följde med sin son till hans biskopliga hov i Litauen, där hon spelade en inflytelserik roll. 